# Coenotephria approximata
Coenotephria approximata là một loài bướm đêm trong họ Geometridae.